# Helicteres sphaerotheca
Helicteres sphaerotheca är en malvaväxtart som beskrevs av Cowie. Helicteres sphaerotheca ingår i släktet Helicteres och familjen malvaväxter. Inga underarter finns listade i Catalogue of Life.